# Mertzwiller
Mertzwiller – miejscowość i gmina we Francji, w regionie Grand Est, w departamencie Dolny Ren.
Według danych na rok 1990 gminę zamieszkiwały 3524 osoby, 506 os./km².